# Cratere Mor
Mor è un cratere sulla superficie di Ganimede.